# Rogelio Núñez
Rogelio Núñez Gajardo (Santiago, Chile, 6 de marzo de 1927 - †Santiago, Chile, 2 de noviembre de 2009) fue un futbolista chileno.
Surgido de las divisiones inferiores del club Colo-Colo. Debutó en el equipo profesional en un partido amistoso frente a Universidad Católica.
Jugó 2 partidos por la selección chilena en 1953.

## Trayectoria
Sus inicios fueron en el club “Santiago Salfate F.C.” del barrio Macul. El año 1944 llegó a las divisiones inferiores de Colo-Colo debutando en el equipo profesional en 1948 y siendo campeón con el club albo los años 1953 y 1956. Jugó en Colo-Colo hasta el año 1957, emigrando al siguiente año al club Deportes La Serena donde finalizó su carrera profesional.
Fue querido por los hinchas producto de su garra y espectacularidad en su desempeño como lateral. Además fue identificado como el prototipo del roto sufrido, además de su reputación de cabro choro a pesar de su baja estatura, como también de su fama de bromista.

## Estadísticas

### Clubes
| Club               | País  | Año       |
| ------------------ | ----- | --------- |
| Colo-Colo          | Chile | 1948-1957 |
| Deportes La Serena | Chile | 1958-1959 |

## Palmarés

### Campeonatos nacionales
| Título           | Club      | País  | Año  |
| ---------------- | --------- | ----- | ---- |
| Primera División | Colo-Colo | Chile | 1953 |
| Primera División | Colo-Colo | Chile | 1956 |